# Bildutsnitt

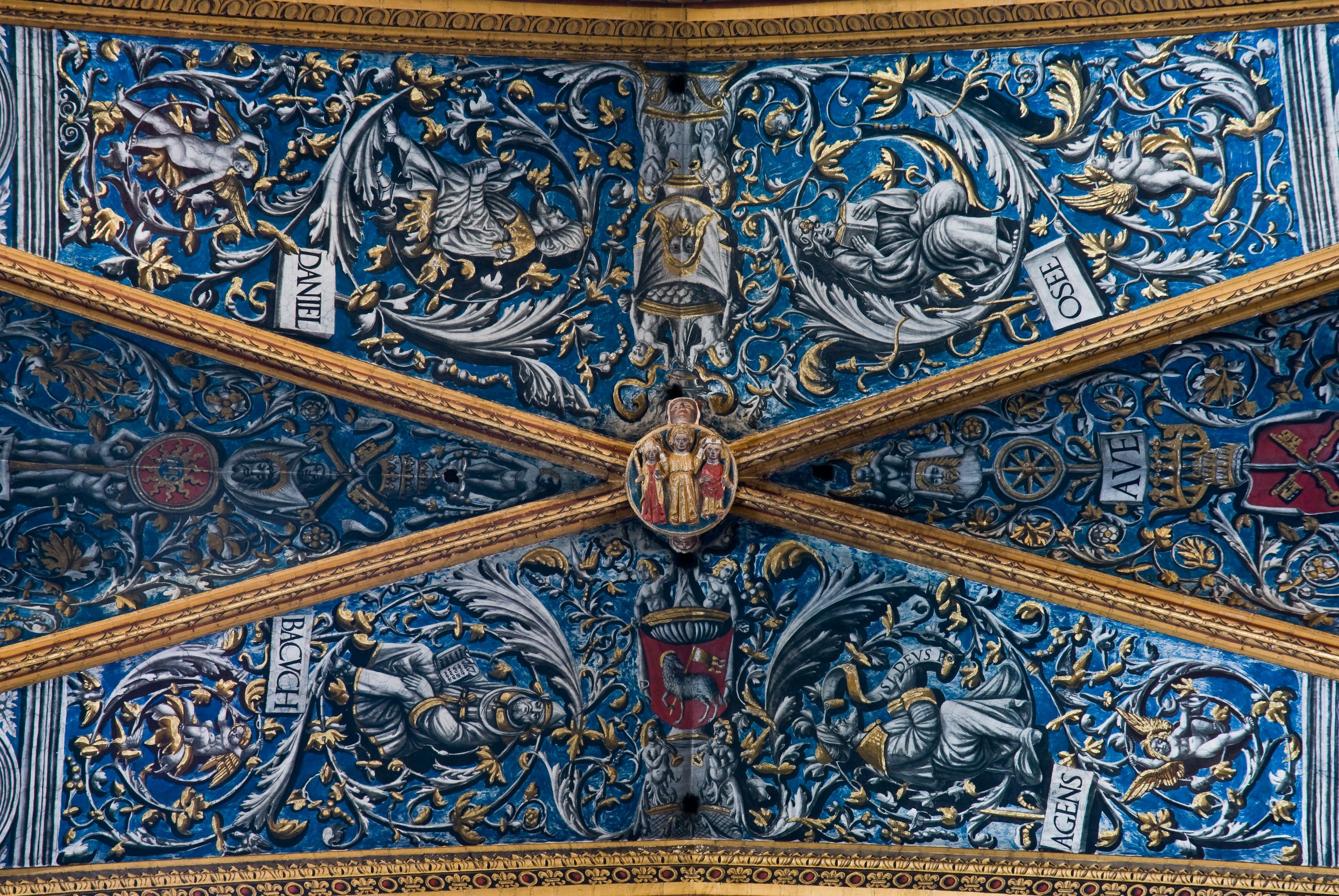
Denna vackra bild på ett katedralstak är ett exempel på ett bildutsnitt, en detaljbild men på relativt långt avstånd.

Bildutsnitt kallas det som ryms i bild, det som är synligt innanför bildens ytterkanter. Det som inte syns i bild ligger i det negativa rummet, det vill säga utanför bildens kant. Begreppen är i princip giltiga eller applicerbara för alla bildmedier, inklusive film, tecknade serier, foto och måleri.

## Några exempel på vanligt förekommande bildutsnitt

### Totalbild
Totalbilden är en bild över hela platsen där handlingen pågår. Det brukar finnas i början av en film för att man ska få reda på var filmen utspelar sig. Begreppet har även namn som vidbild, etableringsbild eller panoramabild. 

### Helbild
Helbild är det bildutsnitt i filmskapandet där en person ryms i sin helhet (samt ofta lite ovanför och nedanför, men ibland är fötterna utelämnade). Det här bildutsnittet används för actionsekvenser, för dansscener eller för komiska scener där kroppsspråk och rekvisita är nödvändiga.

### Halvbild
Halvbild det bildutsnitt inom filmindustrin där en person visas från höften eller midjan och uppåt. Det är vanligast i dialogscener där kroppsspråket är viktigt för förståelsen av scenen.

### Närbild
Närbild det bildutsnitt där huvudet (eller mer ovanligt, en annan kroppsdel) upptar hela bilden. Det här bildutsnittet är vanligt för att visa på känslor och minspel. En av de filmer som är berömd för sin användning av närbilder är Mandomsprovet med Dustin Hoffman i huvudrollen. Närbilden visar fortfarande mer än en detaljbild.

### Detaljbild
Detaljbild eller extrem närbild kallas det bildutsnitt där endast en del av något större visas i bild, till exempel ett öga eller ett finger. Detaljbilden är betydligt snävare än en närbild.

### Zoomning
Zoomning är en förändring av bildutsnittet. Här kan man till exempel göra övergång från halvbild till helbild.